# Izjmasj
De Izjmasj-fabriek (Russisch: Ижевский машиностроительный завод, Izjevski masjinostroïtelny zavod) in Izjevsk produceerde wapens en voertuigen in de Sovjet-Unie, later Rusland.
In 2013 fuseerde Izjmasj met IzjMech en vormde daarmee het Kalasjnikov-concern.

## Producten van Izjmasj
•	Machinegeweer PP-19 Bizon
•	Aanvalsgeweren, onder andere AK-47, AK-74, AN-94, AK-101, AK-107
•	Scherpschuttersgeweer SVD
•	Snelvuurkanon Grjazev-Sjipoenov GSj-30-1
•	IZj-motoren, onder andere Planeta en Jupiter
•	IZj-auto's